# Straßenbahn im Bergen County

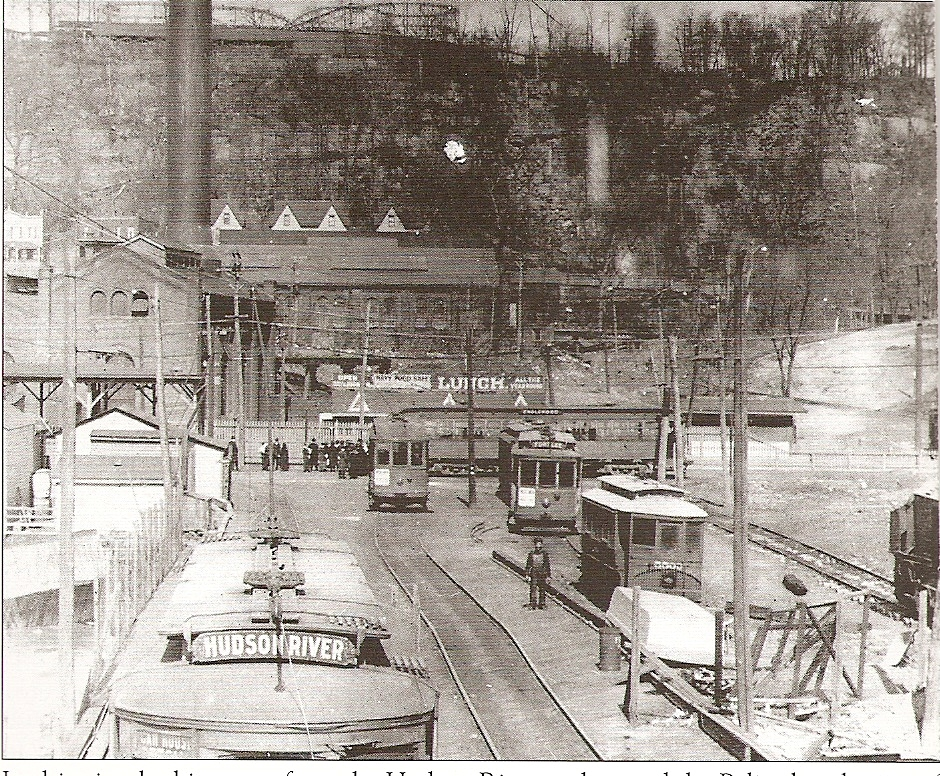
Betriebshof Edgewater Anfang des 20. Jahrhunderts. Sichtbar sind Wagen der Hudson-River- und Fort-Lee-Linie und im Hintergrund auf der Dempsey Avenue einer der Englewood-Linie.

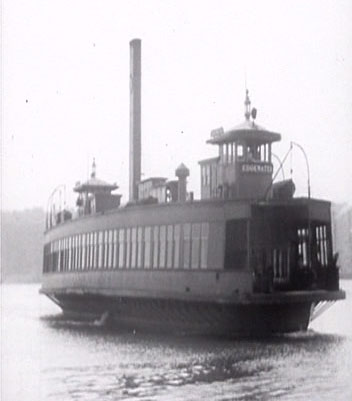
Das Fährschiff Edgewater der Bahngesellschaft war noch bis 1941 zwischen Edgewater und New York City (125. Straße) im Einsatz.

Der vor allem im Süden städtisch geprägte Bezirk Bergen County im US-Bundesstaat New Jersey besaß von 1891 bis 1938 ein normalspuriges Straßenbahnnetz von rund 80 Kilometern Länge im maximalen Ausbauzustand. Dazu kam eine Interurban-Strecke, die von East Paterson bis nach Suffern im Bundesstaat New York führte und rund 24 Kilometer lang war. Die Strecken des Betriebs bedienten hauptsächlich die Bezirkshauptstadt Hackensack und die zweitgrößte Stadt Fort Lee, aber auch zahlreiche andere Gemeinden des Bezirks und führten über die Bezirksgrenzen hinweg nach Paterson und Newark, wo jeweils Anschluss an benachbarte Straßenbahnbetriebe bestand. Außerhalb des Countys benutzten die Bergen-Straßenbahnen dabei bestehende Strecken der Anschlussbetriebe mit. Die Straßenbahnen von Bergen County verloren ihre Eigenständigkeit 1911, als die in Newark ansässige Public Service Railway, die auch das dortige Netz betrieb, die Strecken übernahm und als Bergen Division in ihr Netz eingliederte. Die Straßenbahnbetriebe von Newark, Paterson und Jersey City besaßen ihrerseits Linien ins Bergen County, jedoch hatten nur die Palisades-Linie aus Jersey City und die Main-Street-Linie aus Paterson eine linienmäßig genutzte Gleisverbindung und teilweise Gemeinschaftsverkehr mit dem Netz der Straßenbahnen im Bergen County.
2006 eröffnete die Hudson-Bergen Light Rail eine Stadtbahnstrecke nach North Bergen. Eine Verlängerung dieser Linie ins Bergen County ist geplant.

## Geschichte
Zunächst bauten zwei eigenständige Gesellschaften elektrische Straßenbahnstrecken im Bergen County, nämlich die Bergen County Traction Company und die Union Traction Company. Erst 1904 wurden sie durch die New Jersey and Hudson River Railroad and Ferry vereinigt, die ihrerseits 1911 von der Public Service Railway übernommen wurde. Die Interurban-Strecke nach Suffern wurde noch bis 1926 unter einer eigenen Verwaltung betrieben, bis auch sie in das Netz der Public Service Railway eingegliedert wurde.

### Frühe Planungen
Erste Bemühungen, einen Straßenbahnbetrieb im Bergen County aufzubauen, gab es bereits in den 1830er Jahren. Die erste Bahngesellschaft, die für ein solches Vorhaben eine Konzession erhielt, war die am 8. März 1832 gegründete Paterson and Fort Lee Railroad Company. Eine Pferdebahn sollte die beiden namensgebenden Orte über Hackensack verbinden und bis zum Hudson River führen, wo eine ebenfalls konzessionierte Fährverbindung nach New York City eingerichtet werden würde. Das Projekt wurde jedoch nicht umgesetzt.
Weitere Planungen für Pferdebahnen im Bergen County begannen erst 1860. Die Westfield and Hackensack Horse Railroad Company erhielt am 22. März des Jahres die Konzession zum Bau einer Pferdebahn vom Bahnhof Fort Lee an der kurz zuvor eröffneten Strecke der Northern Railroad of New Jersey nach Hackensack. Die Gesellschaft wurde 1867 in Cherry Hill Railroad Company umbenannt, erweiterte die vorgeschlagene Streckenführung und wollte nun eine dampfgetriebene Bahn nach Norden bis in den Bundesstaat New York bauen, aber auch dieses Projekt verlief im Sande, ebenso wie das der am 21. März 1866 gegründeten Paterson and Rochdale Horse Railroad Company, die von Paterson aus ins nordöstlich gelegene Rochdale im Bergen County bauen wollte.
Am 6. April 1866 wurde die Englewood Horse Railway Company gegründet, die Pferdebahnstrecken von Hackensack und Fort Lee nach Englewood und Tenafly bauen wollte. Ein ähnliches Projekt hatte die am 26. März 1872 gegründete Hackensack and Englewood Horse Railway Company, die von Hackensack über Teaneck nach Englewood bauen wollte. Die Konzessionen wurden jedoch ebenfalls nicht eingelöst und es sollte noch zwei Jahrzehnte dauern, bis die erste Straßenbahn durch das County rollte.

### Pferdebahn Rutherford
Die erste und einzige Pferdebahn im Bergen County entstand in der Stadt Rutherford. Sie wurde von der am 11. Februar 1891 gegründeten Rutherford Railway Company gebaut und am 7. September oder 21. Oktober 1891 eröffnet. Die Strecke war etwa anderthalb Kilometer lang und begann am Bahnhof Carlton Hill an der Hauptstrecke der Erie Railroad und führte durch die Jackson Avenue, Francisco Avenue und Santiago Avenue bis zur Passaic Avenue. Der gesamte Wagenpark der Bahn belief sich auf einen einzelnen zweiachsigen Pferdewagen. Die Gesellschaft wurde am 1. Dezember 1894 von der Union Traction Company übernommen und 1896 nach einem Unfall stillgelegt und im Jahr darauf abgebaut. Der Pferdewagen war bei dem Unfall zerstört worden, als Jugendliche den auf der Strecke abgestellten Wagen nachts den Berg auf der Francisco Avenue hinunterrollen ließen. Auch später wurde die Strecke nicht durch eine elektrische Straßenbahn bedient.

### Bergen County Traction
Die Fort Lee Railway Company wurde am 14. März 1892 gegründet und wollte eine elektrische Straßenbahn entlang der Main Street in Fort Lee von der Linwood Avenue bis zum östlichen Ende der Main Street und weiter über die River Road bis zum Fähranleger an der Orchard Street in Edgewater bauen. Die Bauarbeiten begannen am 15. Mai 1893, mussten aber im Juli eingestellt werden, als die Gesellschaft die Löhne der Arbeiter nicht mehr zahlen konnte. Sie musste am 8. Dezember 1893 Konkurs anmelden. Zu dem Zeitpunkt lagen lediglich in der Main Street Gleise.
Die am 15. Dezember 1894 gegründete Bergen County Traction Company übernahm die Anlagen und stellte die Linie zum 20. April 1896 fertig, jedoch nicht zur Orchard Street, sondern stattdessen über die Palisade Avenue und durch Grantwood zum Fähranleger an der Dempsey Avenue in Edgewater. Sie sollte das Kernstück eines ausgedehnten Straßenbahnnetzes werden. Die Strecke begann in Fort Lee in der Main Street an der Stadtgrenze zu Leonia und führte durch diese Straße. An der Palisade Avenue bog sie in einen eigenen Bahnkörper parallel zu dieser Straße ein. Weiter entlang der damals noch unbesiedelten Palisade Avenue erreichte sie im Ortsteil Grantwood die Columbia Avenue, wo die Strecke nach Südosten abbog. Das nun folgende Trasse führte zunächst durch den heutigen Kensington Drive (damals nicht vorhanden) und weiter steil bergab ins tief eingeschnittene Tal des Hudson River nach Edgewater. Auf dem Weg zum Talgrund musste eine zweigleisige Spitzkehre mit Kreuzgleiswechsel eingebaut werden. Diese Spitzkehre befand sich südlich der Columbia Avenue am Hang unterhalb der heutigen Hochhäuser des Palisadiums. Im Talgrund verlief die Trasse zunächst um den heute nicht mehr vorhandenen Parker’s Pond in einer 180°-Kurve, sodann östlich parallel zur Undercliffe Avenue und in die Dempsey Avenue. Hier lag der Betriebshof der Bahn. Die talseitige Endstelle war dann am östlichen Rand der River Road erreicht. An der Endstelle befand sich der Fähranleger von Edgewater, wo die Straßenbahn eine eigene Personenfähre über den Hudson River nach New York City betrieb. Die Anlegestelle befand sich in Harlem an der Kreuzung der 130. Straße mit der 125. Straße. Die Zielbeschriftung der Straßenbahnen lautete zunächst auf 130. Straße und wurde in den 1930er Jahren auf 125. Straße geändert.
Die Gesellschaft plante, die Strecke nach Englewood zu verlängern. Am 11. Juli 1896 war dann die Englewood Line fertiggestellt. Sie führte von der Stadtgrenze zu Leonia durch die Central Avenue (heute Fort Lee Road) und die Broad Avenue, bog dann links in die Central Avenue in Englewood ein (heute Van Nostrand Avenue) und erreichte durch die Dean Street ihren Endpunkt an der Kreuzung Dean Street/Englewood Avenue. Die gesamte Strecke von Edgewater bis Englewood war anfangs eingleisig mit Ausweichen. Die Strecke wurde 1897 um ein kurzes Stück bis zur Kreuzung Dean Street/Palisades Avenue verlängert. 1898 baute man in Edgewater eine Wendeschleife. Hierzu wurde das Streckengleis von der Endstelle in der River Road auf eigenem Bahnkörper, der heute noch südlich der Hudson Avenue ausgemacht werden kann, bis zum Parker’s Pond verlängert, wo es in das vorhandene Gleis einmündete. Die Schleife wurde entgegen dem Uhrzeigersinn befahren.
Am 27. Februar 1899 wurde eine weitere Linie eröffnet. Sie begann in Leonia und zweigte an der Riley Avenue (heute Hillside Avenue) von der bestehenden Trasse ab, führte durch die Riley Avenue und auf einer bahneigenen Stahljochbrücke über die Hauptstrecke der Northern Railroad of New Jersey, überquerte den Overpeck Creek auf einer Klappbrücke, an die sich beidseitig hölzerne Jochbrücken anschlossen, die das Sumpfland entlang des Flusses überbrückten, und verlief weiter auf eigenem Bahnkörper bis zur DeGraw Avenue in Teaneck. Auf dieser Straße lief die Bahnstrecke weiter nach Bogota, wo sie durch die Maple Street (heute Main Street) führte. Im Zuge der Main Street wurde die Hauptstrecke der West Shore Railroad ebenfalls auf einer Stahljochbrücke überquert. Das vorläufige Streckenende befand sich in der West Main Street in Höhe des Geschäfts eines gewissen Menzo Davis. Von der Endstelle bis Hackensack wurden zunächst Droschken eingesetzt, die im Anschluss an die Straßenbahnen fuhren.
| Linie      | Linienweg                                                                             |
| ---------- | ------------------------------------------------------------------------------------- |
| Englewood  | Edgewater (Fährterminal) – Grantwood – Fort Lee – Leonia – Englewood, Palisade Avenue |
| Hackensack | Leonia Junction (Riley Avenue) – Teaneck – Bogota, West Main Street                   |

Am 27. Februar 1900 übernahm die New Jersey and Hudson River Railroad and Ferry Company (NJ&HRR&F) die Bahn.

### Union Traction und Nachfolger
Auch andere Bahngesellschaften bemühten sich um den Bau von elektrischen Straßenbahnstrecken in Bergen County. Die am 15. Dezember 1894 offiziell gegründete Union Traction Company beabsichtigte, eine Strecke durch den dicht besiedelten Süden des Countys von Hackensack nach Newark zu bauen. Sie kaufte zunächst die 1891 eröffnete Pferdebahn von Rutherford, legte sie jedoch 1896 nach einem Unfall ersatzlos still und baute sie im Juli 1897 ab. Am 13. Mai 1897 ging dann der erste elektrisch betriebene Abschnitt vom Depot der Bahn in East Rutherford nach North Arlington in Betrieb. Die Strecke begann in der Hackensack Street in East Rutherford und unterquerte zunächst die Hauptstrecke der Erie Railroad. Direkt danach bog sie in die Erie Avenue ein und erreichte kurz darauf den Bahnhof Rutherford. Vor diesem bog sie in Park Avenue, der sie durch Rutherford folgte. An der Stadtgrenze nach Lyndhurst bog sie in die Stuyvesant Avenue ein und führte durch diese südwärts durch Lyndhurst. An dieser Straße lag auch der Bahnhof Lyndhurst an der Hauptstrecke der Delaware, Lackawanna and Western Railroad. Kurz nach Unterquerung dieser Eisenbahnstrecke bog die Straßenbahntrasse nach links in die Valley Brook Road (heute Valley Brook Avenue) ein. Durch die Ridge Road führte sie dann südwärts aus Lyndhurst hinaus nach North Arlington. Die Bahn verlief dann weiter durch den Belleville Turnpike und die Elm Street bis zum Bahnhof Arlington an der Erie Railroad, wo eine Umsteigemöglichkeit zur Straßenbahn Newark bestand. Am 4. Juli 1897 wurde sie nach Norden bis Carlstadt verlängert. Die neuen Gleise lagen in der Hackensack Street, Division Avenue und Monroe Street. Die Endstelle lag an der Fritsch Avenue.
Die Union Traction Company meldete am 4. Januar 1898 Konkurs an und wurde am 27. Januar 1899 von der vier Tage zuvor gegründeten Newark and Hackensack Traction Company (N&HT) übernommen. Am 12. Mai 1900 wurde die Strecke weiter nordwärts nach Hackensack verlängert. Der Neubauabschnitt führte von der Monroe Street in die 4. Straße nach Wood-Ridge. Diesen Ort durchquerte die Bahn auf bzw. weiter nördlich neben dem Valley Boulevard und endete zunächst an der nördlichen Stadtgrenze (Lincoln Avenue). Die Verlängerung bis Hackensack wurde am 3. Oktober 1900 fertiggestellt. Sie führte entlang des Boulevard durch Hasbrouck Heights. Dort bog sie in die Lodi Street (heute Williams Avenue) ein und verlief dann weiter auf eigenem Bahnkörper neben der Terrace Avenue und über die South Newman Street bis zur Essex Street in Hackensack. Bereits vorher war am 24. Mai der Abschnitt bis zur Passaic Avenue, am 9. Juni bis Kipp Avenue und am 3. Juli bis Central Avenue eröffnet worden. Eine Verbindung zur Straßenbahnstrecke der NJ&HRR&F gab es zunächst nicht. Anfangs musste auf der Fahrt von Arlington nach Hackensack zweimal umgestiegen werden, da zwei Grundstückseigentümer in Hasbrouck Heights sich weigerten, ihr Grundstück an die Bahn abzugeben. Die erste Lücke an der Ecke Boulevard/Lodi Street konnte am 26. März 1901 geschlossen werden, aber erst ab dem 25. August 1901 fuhren die Bahnen von Arlington bis Hackensack durch.
Am 22. November 1902 übernahm die Hudson River Traction Company (HRT) die Betriebsführung der Bahn. Die Newark&Hackensack Traction musste jedoch am 20. Januar 1903 Konkurs anmelden und wurde daraufhin am 1. September 1903 ganz von der HRT aufgekauft. Die fehlende Verbindung zum übrigen Straßenbahnnetz in Hackensack war unbefriedigend und so entschloss sich die Bahngesellschaft dazu, ihre bisherige Endstelle an der Essex Street aufzugeben und eine neue Strecke zur Hudson-River-Linie zu bauen. Am 7. Dezember 1903 ging die neue Strecke in Betrieb. Sie zweigte in Hasbrouck Heights an der Kreuzung Boulevard/Lodi Street aus der bisherigen Strecke ab und verlief zunächst durch den Boulevard. An der Stadtgrenze bog sie aus dem Boulevard ab und führte über einen eigenen Bahnkörper und durch die Summit Avenue in Hackensack. Vor der Eisenbahn bog sie nach rechts auf einen eigenen Bahnkörper ab und erreichte in Höhe der First Street die Strecke der NJ&HRR&F, auf der die Hudson-River-Linie fuhr. Die N&HT vereinbarte ein Mitbenutzungsrecht für die Strecke von diesem Abzweig bis ins Zentrum von Hackensack, wo die Bahnen nun an der Mill Street (heute Main Street) endeten. Die Strecke von der Lodi Street zur alten Endstelle in der Essex Street wurde kurzzeitig von einem Pendelwagen befahren, aber zum 1. Januar 1904 stillgelegt. Die HRT wurde ab 15. April 1904 durch die NJ&HRR&F gepachtet, die sogleich die Betriebsführung übernahm.

### New Jersey and Hudson River Railroad and Ferry
Erst am 23. Juni 1900 wurde die Straßenbahnstrecke bis Hackensack fertiggestellt. Der Hauptgrund für die Verzögerung war die Querung des Hackensack River. Hier wurde eine Klappbrücke errichtet, die breit genug für zwei Gleise war. Die Strecke war anfangs jedoch eingleisig. Auf eigenem Bahnkörper, der heute zur Main Street in Bogota gehört, überquerte die Strecke nun den Fluss und erreichte die Bezirkshauptstadt Hackensack. Auf dem Bahnkörper liegt dort heute die Midtown Bridge Street. Die Bahnstrecke bog dann nach links in die River Street, wo sie am Bahnhof der New York, Susquehanna and Western Railroad endete.
Ab April 1900 wurde die Spitzkehre an der Steilstrecke durch eine Haarnadelkurve ersetzt. Die Bauarbeiten erfolgten unter laufendem Betrieb hauptsächlich nachts, sodass die umgebaute Strecke erst am 19. Februar 1901 eröffnet werden konnte. Gleichzeitig wurde die Strecke von Edgewater bis Grantwood zweigleisig ausgebaut. Dies war aufgrund des stärker werdenden Beförderungsaufkommens nötig geworden. Die bisherige Hackensack-Linie wurde nun als Hudson River Line bezeichnet und nach Edgewater verlängert. Bereits im November 1900 war das Depot in Edgewater um eine zweite Halle für 16 Wagen erweitert worden. Schon 1898 hatte man geplant, eine Strecke nach Cliffside Park zu bauen, die an der Palisade Avenue von der bestehenden Strecke abzweigen und nach Süden führen sollte. Der Antrag wurde jedoch 1899 aus Kostengründen zurückgezogen. Erneut wurden die Pläne im Jahr 1900 diskutiert und am 3. Dezember 1900 erhielt die Gesellschaft die Konzession. Der Bau wurde jedoch nicht ausgeführt und es sollte noch bis 1911 dauern, bis man umsteigefrei von Edgewater nach Cliffside Park fahren konnte. In Leonia wurde Ende 1901 die Strecke verlegt. Sie verließ nun die Central Avenue in Höhe Highland Street und führte nordwärts auf eigenem Bahnkörper bis zur Broad Avenue. Die enge Kurve an der Kreuzung Broad Avenue/Central Avenue konnte somit entschärft werden. Auf der Trasse befindet sich heute ein Parkplatz.
1901 war in Grantwood der Park on the Palisades eröffnet worden, ein Vergnügungspark, der der Straßenbahngesellschaft gehörte. 1908 wurde er erweitert und hieß dann Palisades Amusement Park. Er bestand bis 1972 und wurde dann mit den Palisadium-Hochhäusern überbaut. Das Fahrgastaufkommen zum Park rechtfertigte an manchen Tagen den Einsatz von Zusatzwagen, die mit Park Only (nur Park) beschriftet waren.
Ebenfalls 1901 verlängerte die NJ&HRR&F die Strecke der Hudson River Line über Hackensack hinaus bis Maywood. Sie führte vom Bahnhof Hackensack durch die River und Mercer Street in Hackensack weiter zunächst auf eigenem Bahnkörper parallel zur Eisenbahn und bog dann in die First Street ein. Sie verlief dann weiter entlang dieser Straße, durch die Passaic Street, Franklin Place und Hamilton Place in die Pleasant Avenue, auf der sie im Zentrum von Maywood an der Maywood Avenue endete. Bereits am 25. Oktober war die Verlängerung bis zur Union Street eröffnet worden, am 9. November war die Ecke Hamilton Place/Summit Avenue erreicht und am 26. Dezember schließlich die Endstelle in Maywood. Im Frühberufsverkehr fuhren Einsatzwagen von Maywood zum Bahnhof Hackensack. Ab 28. November 1902 fuhren die Bahnen in Maywood bis zur Spring Valley Road.
Eine weitere Verlängerung nach Paterson erfolgte am 1. April 1903. Die neue Strecke führte in Verlängerung der Pleasant Avenue aus Maywood heraus auf einem eigenen Bahnkörper, der heute teilweise den Plaza Way trägt. Sie überquerte dann zunächst den Saddle River und bog nach links in den Broadway ein, dem sie bis zur Brücke über den Passaic River folgte. Diese Brücke stellt nicht nur die Bezirksgrenze dar, sondern auch die Verwaltungsgrenze des Straßenbahnbetriebs, der hier eine Gleisverbindung zur Straßenbahn Paterson erhielt. Die Straßenbahn benutzte nicht die Straßenbrücke mit, sondern eine eigene eingleisige Jochbrücke nördlich der Straßenbrücke wurde gebaut. Die Bahnen der Hudson-River-Linie benutzten die Gleise der Straßenbahn Paterson bis ins Zentrum der Stadt. Zunächst wendeten sie über Broadway, Main Street, Park Avenue, East 33rd Street in einer großen Schleife, fuhren jedoch schon bald in beiden Richtungen durch den Broadway bis zum Broadway Terminal (Broadway/Main Street). Die gerade erst eröffnete Brücke über den Passaic River wurde am 10. Oktober 1903 durch ein Hochwasser weggespült, ebenso wie die Straßenbrücke des Broadway. Am 8. Dezember ging eine notdürftig gezimmerte Behelfsbrücke in Betrieb, am 17. Januar 1904 die neue, weiterhin eingleisige, Jochbrücke.
Am 1. März 1904 ging in Englewood eine kurze Verlängerung durch die Dean Street bis zur Chestnut Street in Betrieb. Gleichzeitig wurden Expressfahrten im morgendlichen Berufsverkehr eingeführt, die von Englewood bis Leonia Junction an allen Stationen hielten und von dort ohne Zwischenhalt bis Edgewater fuhren. Die geplante weitere Verlängerung nach Tenafly wurde zunächst nicht gebaut.
Ab dem 15. April 1904 pachtete die NJ&HRR&F die HRT, deren Strecke von Hackensack nach Arlington verlief, erst am 25. Februar 1910 kaufte die NJ&HRR&F die HRT endgültig auf. Noch 1904 baute man eine Gleisverbindung in Kearny zur Straßenbahn Newark und ab dem 9. August 1904 fuhren die Bahnen der Hackensack-Linie ab North Arlington (Belleville Turnpike) durch die Kearny Avenue, 4. Straße (heute Frank E. Rodgers Boulevard), Central Avenue, Clay Street und Broad Street bis ins Zentrum von Newark, wo sie zunächst in einer Schleife über Lafayette Street, Mulberry Street und Green Street endeten. Der Abschnitt von North Arlington bis zum Bahnhof Arlington wurde nun durch eine Pendellinie, die Arlington Depot Line, bedient. Hierfür genügte ein einzelner Triebwagen, der zunächst nur im Anschluss an ankommende Züge der Erie Railroad verkehrte, später dann in regelmäßigen Abständen im Anschluss an die Wagen auf der Hackensack-Linie. Schon nach wenigen Wochen wurde die Linie in Newark durch die Broad Street weiter bis zur South Street, mit Schleife über Thomas Street und McCarter Highway, verlängert. Ab 1. Januar 1905 endete sie in der Bank-Street-Schleife in der Innenstadt von Newark, die über Central Avenue, Washington Street und Bank Street führte.
In Hackensack an der Main Street/Mill Street endete ab 16. Mai 1904 auch die Lodi Line, die zu dem im Passaic County ansässigen Straßenbahnbetrieb gehörte und auch von diesem verwaltet wurde. Die Strecke dieser Linie gehörte bis zum Bahnhof Lodi jedoch der HRT. Der neu gebaute Abschnitt zweigte aus der vorhandenen Strecke neben dem Boulevard in Höhe St. Joseph Boulevard ab und führte auf eigenem Bahnkörper entlang dieser Straße und über den Shanley Place (Massey Street). Die Linie verkehrte weiter über Passaic nach Paterson. Mit der Übernahme der Straßenbahnen im Bergen County durch die Public Service Railway (PSRY) am 1. Mai 1911 wurde die Lodi-Linie der Bergen Division zugerechnet, aber am 11. Dezember 1919 ging diese Linie in der Passaic-Linie 60 auf. Die Strecke durch Lodi wurde am 31. August 1924 stillgelegt.
Ab dem 27. Mai 1905 fuhr die Englewood-Linie über eine Neubaustrecke durch Fort Lee, Morsemere (Palisades Park) und Leonia. Diese zweigte an der Columbia Avenue/Palisade Avenue aus der bestehenden Trasse ab und führte auf eigenem Bahnkörper im Mittelstreifen der Columbia Avenue, weiter auf einer eigenen Trasse, auf der heute die Staatsstraße 5 verläuft, bis zur Harriett Avenue. Durch diese und die Broad Avenue erreichte die neue Strecke dann wieder das bestehende Netz.
Die Hackensack-Linie wurde ab dem 2. Juli 1905 an Sonn- und Feiertagen, ab 11. Juli 1905 täglich über Hackensack hinaus über Fort Lee bis Edgewater verlängert, nachdem tags zuvor der zweigleisige Ausbau der Strecke von Leonia bis Hackensack abgeschlossen worden war. Es bestand damit nun durchlaufender Verkehr von Edgewater bis Newark mit einer Linienlänge von 36,74 Kilometern. Ende Juli musste jedoch der durchlaufende Verkehr nach Newark zunächst eingestellt werden, da die Brücke im Zuge der Clay Street in Newark die schweren Fahrzeuge der Hackensack-Linie nicht tragen konnte. Die Bahnen endeten zunächst am Belleville Turnpike in North Arlington, ab 2. August dann an der Brücke, wo in Fahrzeuge der Straßenbahn Newark umgestiegen werden musste. Erst ab 25. Mai 1907 fuhren die Wagen wieder bis zur Bank Street in Newark, jedoch nicht mehr über die Clay Street, sondern von der 4. Straße über Harrison Avenue und Bridge Street zur Broad Street.
Eine weitere Service-Verbesserung im Bergen-Netz ergab sich ab dem 4. August 1905. Eine neue Verbindungskurve von der Main Street in Fort Lee auf den diese kreuzenden eigenen Bahnkörper der Palisades-Linie des Straßenbahnbetriebs in Jersey City erlaubte nun die Einrichtung einer mit Jersey City gemeinsam betriebenen Linie von Englewood über Fort Lee und die Palisades-Linie bis zum Fährterminal in Weehawken, die Englewood–Weehawken Joint Line. Bereits am 14. Oktober 1905 wurde diese Linie jedoch mangels Kundschaft wieder eingestellt. Zur Verstärkung der Englewood-Linie fuhr ab dem 9. November 1905 ein Pendelwagen von Leonia Junction nach Englewood (Palisade Avenue), im Anschluss an Wagen der Hudson-River-Linie. Ab 11. Juni 1906 verkehrten nun auch die Hudson-River- und Hackensack-Linie über Palisades Park. Die Strecke durch das Zentrum von Fort Lee wurde ab diesem Zeitpunkt von einer neuen Fort Lee Line befahren. Sie führte ebenfalls nach Englewood, jeder zweite Wagen endete jedoch in Leonia Junction an der Riley Avenue, wo sich die Strecken nach Hackensack/Paterson und Englewood verzweigten. Der Pendelwagen nach Englewood wurde gleichzeitig eingestellt. Die Englewood-Linie verkehrte nun ganztags als Expresslinie von Leonia Junction über Palisades Park nach Edgewater. Zwischen Englewood und Leonia Junction hielten die Wagen weiterhin an allen Stationen. Ab 2. Juli 1906 wurden auch auf der Hudson-River-Linie im Berufsverkehr nachmittags Expressfahrten angeboten, die von Edgewater bis Maywood fuhren.
In zwei Schritten verlängerte man schließlich noch die Englewood-Linie bis nach Tenafly, was bereits seit 1900 geplant war. Zunächst ging am 25. Juni 1910 der Abschnitt entlang der Dean Street bis zum Bahnhof Highwood in Betrieb. Am 1. Juli 1910 kaufte jedoch die Public Service Railway (PSRY) die NJ&HRR&F auf. Die NJ&HRR&F verwaltete das Bergen-Netz zunächst noch bis zum 1. Mai 1911 selbst. Die Fahrzeuge wurden allerdings bereits vorher auf das Gelb der PSRY umgestrichen und mit den PSRY-Schriftzügen versehen.
| Linienname      | Linienweg |
| --------------- | --- |
| Hudson River    | Edgewater Terminal – Grantwood – Palisades Park – Leonia – Teaneck – Bogota – Hackensack – Maywood – East Paterson – Paterson, Broadway Terminal                                                                                         |
| Englewood       | Edgewater Terminal – Grantwood – Palisades Park – Leonia – Englewood – Bahnhof Highwood (Express zwischen Edgewater und Leonia Junction)                                                                                                 |
| Fort Lee        | Edgewater Terminal – Grantwood – Fort Lee – Leonia Junction (Broad Avenue/Riley Avenue) (– Englewood – Bahnhof Highwood (nur etwa jeder 2. Wagen))                                                                                       |
| Hackensack      | Edgewater Terminal – Grantwood – Palisades Park – Leonia – Teaneck – Bogota – Hackensack – Hasbrouck Heights – Wood Ridge – Carlstadt – East Rutherford – Rutherford – Lyndhurst – North Arlington – Kearny – Harrison – Newark, Bank St |
| Lodi            | Hackensack, Mill Street – Hasbrouck Heights – Lodi – Garfield – Passaic – Clifton (Main Avenue) – Paterson, Broadway-Terminal (Betrieb durch die Straßenbahn Paterson)                                                                   |
| Arlington Depot | North Arlington, Belleville Turnpike – Arlington, Bahnhof |

### Die Interurban-Strecke nach Suffern
Die am 1. September 1908 gegründete North Jersey Rapid Transit Company baute 1910 eine weitgehend eisenbahnmäßig trassierte Strecke, die in East Paterson (heute Elmwood Park), an der Brücke des Broadway über den Passaic River, begann und auf eigenem Bahnkörper nordwärts führte. Heute liegt der River Drive auf dieser Trasse. In Fair Lawn bog die Bahn in die Fair Lawn Avenue ein, neben der sie auf eigenem Bahnkörper verlief, und erreichte kurz darauf den Bahnhof Fair Lawn. Nach der Querung der Eisenbahn bog sie auf eine Trasse neben der Eisenbahn ein. In Sichtweite der Eisenbahn verlief die Strecke nun nordwärts durch Glen Rock, Ridgewood nach Ho-Ho-Kus, wo sich zunächst die Endstelle befand. Die Strecke ging am 25. Juni 1910 in Betrieb. Das Depot und die Verwaltung der Bahn befanden sich an der Endstelle in Ho-Ho-Kus.
Ein schwerer Unfall ereignete sich auf der Interurban-Strecke am 21. Juli 1911, als Blitzschlag eine Signalanlage zerstörte und ein an den Schadensort fahrender Arbeitswagen mit einem entgegenkommenden Planzug frontal zusammenstieß. Drei Bahnmitarbeiter starben, etwa zwanzig Reisende wurden verletzt. Die Bahngesellschaft musste daraufhin Konkurs anmelden. Die Verlängerung parallel zur Eisenbahn über Waldwick, Allendale, Ramsey und Mahwah Township nach Suffern wurde dennoch am 5. September 1911 eröffnet. In Suffern lagen die Gleise auf einigen hundert Metern im Straßenpflaster der Orange Avenue und endeten vor dem Bahnhof. Die Gesamtstrecke hatte eine Länge von 24,5 Kilometern. Geplante Verlängerungen von East Paterson nach Hoboken, von Ho-Ho-Kus nach Spring Valley und von Suffern nach Greenwood Lake wurden aufgrund der wirtschaftlichen Lage der Gesellschaft nicht gebaut.
Der durchlaufende Verkehr nach Paterson über Public-Service-Gleise der Passaic Division wurde am 28. Februar 1926 aufgenommen und am 17. November des Jahres übernahm die Public Service Corporation die Interurban-Strecke. Sie erhielt die Liniennummer 5 der Passaic Division. Die Interurban-Strecke wurde jedoch durch die Bergen Division verwaltet.

### Public Service Railway
Die Betriebsführung der NJ&HRR&F endete am 1. Mai 1911, als die Public Service Railway (PSRY) diese übernahm und das Netz als Bergen Division in ihr bereits umfangreiches Streckennetz eingliederte; der Kauf war bereits am 1. Juli 1910 erfolgt. Die PSRY vergab nun betriebsintern Liniennummern von 89 bis 94 für die Linien der NJ&HRR&F und für die Lodi-Linie, die bereits seit 1907 teilweise durch die PSRY betrieben wurde und nun der Bergen Division zugerechnet wurde. An den Fahrzeugen wurden die Nummern nicht verwendet. Am 21. November 1910 war die bereits von der NJ&HRR&F begonnene Streckenverlängerung bis Tenafly fertiggestellt. Die neue Strecke begann in der Dean Street und führte durch diese, sowie auf eigenem Bahnkörper in Verlängerung der Dean Street, wo sich heute der Dean Drive befindet, bis nach Tenafly. Hier führte sie durch die Front Street (heute ebenfalls Dean Drive), Clinton Avenue und Railroad Avenue bis zum Bahnhof Tenafly, vor dessen Empfangsgebäude sich die Endstelle befand. Auch die Fort-Lee-Linie (91) wurde nun bis Tenafly verlängert. Jede zweite Fahrt dieser Linie endete aber auch weiterhin in Leonia.
Eine Verbesserung im Betriebsablauf wurde im gesamten Bergen-Netz bereits ab Februar 1911 wirksam. Die PSRY hatte verfügt, dass alle Haltestellen in Fahrtrichtung vor die entsprechende Straßenkreuzung verlegt wurden statt dahinter, damit das haltende Fahrzeug nicht die Überfahrt über die Kreuzung behindert. Am 14. März 1911 wurde die Kreuzung der Palisades-Linie des PSRY-Netzes von Jersey City mit der Hauptstrecke des Bergen-Netzes an der heutigen Ecke Columbia Avenue/Abbott Boulevard in Grantwood mit doppelgleisigen Verbindungskurven ausgestattet, sodass nun Fahrzeuge einfacher zwischen den Netzen wechseln konnten. Eine eingleisige Gleisverbindung hatte bereits vorher an der Main Street in Fort Lee bestanden, wo die Palisades-Linie ebenfalls das Bergen-Netz kreuzte. Diese Palisades-Linie verkehrte nun mit jeder zweiten Fahrt ab Grantwood über Bergen-Gleise bis Edgewater. Damit war nun auch die schon seit 1898 geplante Verbindung von Edgewater in den Süden des Bergen Countys, nach Cliffside Park, Wirklichkeit geworden.
Die Lodi-Linie endete ab Juli 1911 in Hackensack an der Ecke State Street/Trinity Place, wo ein Gleisdreieck gebaut wurde. Ab 11. August 1913 fuhren die Bahnen dieser Linie wieder zum Bahnhof und endeten in der Mercer Street südlich der Mill Street, wie vor 1911. Ab 4. August 1913 verstärkte die neue Harrison-Linie (Linie 39) der Straßenbahn Newark die Hackensack-Linie zwischen Newark und North Arlington.
Vom 26. Oktober bis 11. Dezember 1915 war die Fort-Lee-Linie unterbrochen und endete von Edgewater kommend an der Stadtgrenze von Fort Lee in der Main Street. Der Abschnitt von dort bis Leonia musste aufgrund von Gleis- und Oberbauschäden aufwändig saniert werden und wurde gleichzeitig vom Straßenrand in die Straßenmitte verlegt. Danach endete sie mit allen Fahrten in Leonia. Ab dem 1. Mai 1916 fuhr die Hackensack-Linie in Newark zum neuen Public-Service-Terminal neben der Mulberry Street. Sie wendete auf der oberen Etage des Komplexes, wo sie auf Gleis 4 abfuhr.
| Nummer | Linienname      | Linienweg | Wagenfolge                                                                                   | Anmerkungen                                                                        |
| ------ | --------------- | --- | -------------------------------------------------------------------------------------------- | ---------------------------------------------------------------------------------- |
| 23     | Palisades       | (durch die Hudson Division betrieben) Edgewater Terminal – Grantwood – // Coytesville – Fort Lee – Grantwood – Cliffside Park – North Bergen – West New York – Union Hill – Weehawken Terminal | HVZ alle 3 Min., sonst alle 7,5–10 Min. (jeweils abwechselnd nach Edgewater und Coytesville) |                                                                                    |
| 89     | Hudson River    | Edgewater Terminal – Grantwood – Palisades Park – Leonia – Teaneck – Bogota – Hackensack – Maywood – East Paterson – Paterson, Broadway Terminal | tagsüber und abends 15 Min., nachts 30 Min.                                                  | ab 1925 in der HVZ alle 10 Min.                                                    |
| 90     | Englewood       | Edgewater Terminal – Grantwood – Palisades Park – Leonia – Englewood – Tenafly, Bahnhof (zwischen Edgewater und Leonia Junction als Expresslinie mit wenigen Zwischenhalten) | tagsüber und abends 15 Min., nachts 30 Min.                                                  |                                                                                    |
| 91     | Fort Lee        | Edgewater Terminal – Grantwood – Fort Lee – Leonia Junction | tagsüber und abends 15 Min., nachts 30 Min.                                                  | ab 1918 geänderte Verkehrsführung, siehe unten                                     |
| 92     | Hackensack      | Edgewater Terminal – Grantwood – Palisades Park – Leonia – Teaneck – Bogota – Hackensack – Hasbrouck Heights – Wood Ridge – Carlstadt – East Rutherford – Rutherford – Lyndhurst – North Arlington (und weiter über Gleise der Straßenbahn Newark: – Kearny – Harrison – Newark, Public-Service-Terminal) | tagsüber 20 Min., abends und nachts 30 Min.                                                  | ab etwa 1917 geänderte Verkehrsführung, siehe unten; ab 1923 tagsüber alle 15 Min. |
| 93     | Lodi            | Hackensack, Bahnhof – Hasbrouck Heights – Lodi – Garfield – Passaic – Clifton (Main Avenue) – Paterson, Broadway-Terminal | tagsüber 20 Min., abends und nachts 30 Min.                                                  | 1919 an die Passaic Division (Linie 60)                                            |
| 94     | Arlington Depot | North Arlington, Belleville Turnpike – Arlington, Bahnhof | tagsüber 20 Min., abends 30 Min.                                                             | 1923 stillgelegt                                                                   |

Dazu kam die Interurban-Linie nach Suffern, die 1926 von der PSRY übernommen und als Linie 5 in das Liniennetz eingegliedert wurde. Die Bahnen aus Suffern fuhren nun über PSRY-Gleise bis nach Paterson, wo sie wie die Hudson-River-Linie am Broadway Terminal endeten.

### Kampf um die Wirtschaftlichkeit
Der Betrieb der Linie 92 nach Edgewater endete montags bis freitags etwa 1916 und die Bahnen aus Newark endeten an diesen Tagen in Hackensack an der Mercer Street/Mill Street (heute Main Street). Auch die Linie 91 (Fort Lee) wurde in den Jahren nach 1916 mehreren Änderungen unterzogen, um sie wirtschaftlich betreiben zu können. Ab dem 15. Juli 1918 verkehrten alle Bahnen der Linie bis Englewood und endeten am Ende des zweigleisigen Abschnitts der Strecke in der Dean Street. Ab 26. August 1918 fuhr die 91 schließlich mit allen Fahrten bis Tenafly, um dem durch den Ersten Weltkrieg verursachten höheren Verkehrsaufkommen Rechnung zu tragen. Nördlich von Tenafly war 1917 ein großer Truppenaufmarschplatz entstanden. Nach dem Ende des Krieges sank das Aufkommen rapide und ab dem 28. April 1919 endete die Linie 91 abends und nachts wieder in Leonia, ab 29. Oktober 1919 auch tagsüber.
Die Lodi-Linie wurde am 11. Dezember 1919 vollständig von der Passaic Division übernommen, in deren Linie 60 integriert und schließlich am 31. August 1924 stillgelegt. Am 8. Juli 1921 wurde die Linie 91 montags bis freitags im Tagesverkehr wieder verlängert, jedoch nun parallel zur Linie 89 nach Hackensack, wo sich die Endstelle an der First Street befand. Diese Verlängerung wurde ab dem 1. Februar 1924 nur noch im Berufsverkehr befahren, zu den übrigen Zeiten endete die Linie wieder in Leonia. Ab 25. Januar 1926 endete die Linie auch im Berufsverkehr wieder in Leonia Junction.
Bis 1923 wurde die Hudson-River-Linie zwischen Hackensack und East Paterson zweigleisig ausgebaut. Dabei wurde auch die hölzerne Jochbrücke über den Saddle River durch eine zweigleisige Stahlträgerbrücke ersetzt. Die gesamte Linie war nun bis auf einzelne Brückenbauwerke zweigleisig befahrbar. Damit war der größte Ausbauzustand des Bergen-Netzes erreicht. Am 1. August 1923 begannen die Arbeiter der Straßenbahn zu streiken. Die Arbeitsniederlegung für bessere Löhne und kürzere Arbeitszeiten dauerte 51 Tage. Opfer des Streiks wurde die Linie 94 zum Bahnhof Arlington, die nach dem Ende des Streiks nicht wieder in Betrieb genommen wurde. An einigen Stellen des Netzes, so in Wood-Ridge und Englewood, wurden durch die Gemeinden die Gleise überteert. Nach Ende des Streiks am 21. September fuhren jedoch, bis auf die Linie 94, alle Linien wieder wie vorher.
Ab dem 15. Juni 1925 verkehrte zur Verdichtung des Taktes auf der Hudson-River-Linie ein Zubringerwagen, der von der Endstelle der Interurban-Strecke in East Paterson bis Paterson (Broadway-Terminal) pendelte und im Anschluss an die Interurban-Bahnen verkehrte. Da im August 1925 eine Buslinie von Paterson nach Suffern eröffnet wurde, baute man nun eine Gleisverbindung zur Straßenbahn in East Paterson und die Interurban-Bahnen fuhren ab 28. Februar 1926 umsteigefrei nach Paterson. Am 17. November 1926 übernahm die Public Service Corporation die New Jersey Rapid Transit Company und damit die Interurban-Strecke und stellte sie unter die Verwaltung der Bergen Division. Die Liniennummer (5) erhielt sie jedoch von der Passaic Division, da sie deren Strecke nach Paterson mitbenutzte.
Am 1. Juli 1925 eröffnete die Bahn eine neue Linie, die von der Columbia Avenue in den Abbott Boulevard einbog, wo auf eigenem Bahnkörper die Palisades-Linie (Linie 23) der Straßenbahn Jersey City fuhr. Die Coytesville-Linie fuhr nun von Edgewater über diese Strecke durch Fort Lee bis in den Stadtteil Coytesville. Die Linie 23 wurde gleichzeitig bis zur Columbia Avenue in Grantwood zurückgenommen und fuhr nur noch im Nachtverkehr bis Coytesville. Die Verwaltung der Strecke nach Coytesville verblieb jedoch bei der Hudson Division. Ab 6. Februar 1927 fuhr die Palisades-Linie wieder bis Edgewater, ab 6. Mai 1927 jedoch nur noch im Berufsverkehr.
Anfang 1927 erhielten die Linien der Bergen Division noch neue Liniennummern. Einheitlich wurden nun wie in den anderen Divisions ungerade Nummern ab 1 für die Straßenbahnlinien verwendet und gerade Nummern für Buslinien. In der Bergen Division gab es nun die Linie 1 (vormals 89) von Edgewater nach Paterson, die Linie 3 (vormals 91) von Edgewater über Fort Lee nach Leonia bzw. Hackensack, die Linie 5 (vormals 90) von Edgewater über Palisades Park nach Tenafly, die Linie 7/37 (vormals 92) von Hackensack nach Newark und die Linie 9 nach Coytesville. Die Linie 7 hatte im Netz der Bergen Division die Nummer 7, im Netz der Essex Division (Straßenbahn Newark) die Nummer 37. Die Fahrzeuge der Bergen Division trugen jedoch, im Gegensatz zu anderen Divisionen, auch weiterhin keine Liniennummertafeln.
Die insbesondere von den Einwohnern von Coytesville gefeierte Einführung der Coytesville-Linie war nur von kurzer Dauer. Der Fahrplanwechsel vom 10. Juli 1927 brachte einige Linienänderungen. Die Linie 9 verkehrte nun nur noch in der Hauptverkehrszeit sowie mit einzelnen Fahrten im Spätverkehr, zu den übrigen Tageszeiten fuhren Busse nach Coytesville. Die 23 des Hudson-Netzes endete nun auch nachts in Grantwood. Die Linie 5 verkehrte nun jedoch über die Coytesville-Strecke von der Columbia Avenue bis zur Main Street in Fort Lee und von dort weiter nach Leonia, Englewood und Tenafly. Über Palisades Park verkehrte nun nur noch die Linie 1. Die Linie 3 wurde gleichzeitig eingestellt und die Trasse neben der Palisade Avenue stillgelegt. Damit endete auch der Expressverkehr bei der Straßenbahn.
| Nummer | Linienname   | Linienweg | Wagenfolge                           |
| ------ | ------------ | --- | ------------------------------------ |
| 1      | Hudson River | Edgewater Terminal – Grantwood – Palisades Park – Leonia – Teaneck – Bogota – Hackensack – Maywood – East Paterson – Paterson, Broadway Terminal                                                                              | 20 min.                              |
| 5      | Englewood    | Edgewater Terminal – Grantwood – Fort Lee – Leonia – Englewood – Tenafly, Bahnhof | 20 min.                              |
| 7      | Hackensack   | Hackensack, Bahnhof – Summit Avenue – Hasbrouck Heights – Wood Ridge – Carlstadt – East Rutherford – Rutherford – Lyndhurst – North Arlington (und weiter als Linie 37 – Kearny – Harrison – Newark, Public-Service-Terminal) | 15 min.                              |
| 9      | Coytesville  | Edgewater Terminal – Grantwood – Fort Lee – Coytesville, Washington Avenue | 15 min. (nur HVZ)                    |
| 5      |              | Paterson, Broadway-Terminal – East Paterson – Fair Lawn – Glen Rock – Ridgewood – Ho-Ho-Kus – Waldwick – Allendale – Ramsey – Mahwah – Suffern, Bahnhof                                                                       | Mo–Fr 60 min., Sa/So 30 min.         |
| 23     | Palisades    | (durch die Hudson Division betrieben) (Edgewater Terminal – (nur HVZ)) Grantwood (Palisades Junction) – Cliffside Park – North Bergen – West New York – Union City – Weehawken Terminal                                       | HVZ alle 2,5 Min., sonst alle 6 Min. |

Die Liniennummer 5 war zweimal vergeben, da die Interurban-Strecke nach Suffern ihre Nummer von der Passaic Division (Straßenbahn Paterson) erhalten hatte, jedoch von der Bergen Division verwaltet wurde. Ab dem 21. August 1927 fuhr die Interurban-Linie wiederum nur zwischen East Paterson und Suffern.

### Fusion mit dem Busbetrieb und Ende des Schienenverkehrs
Bis 1928 hatte sich der Linienbusbetrieb in den städtischen Gebieten New Jerseys eigenständig entwickelt. Die Public Service Transportation Company betrieb diese Busse. Zum 31. Januar 1928 fusionierte die Public Service Railway mit dem Busbetrieb und die Public Service Coordinated Transport Company (PSCT) entstand. Die Palisades-Linie des Hudson-Netzes fuhr ab 15. Juni 1928 nicht mehr nach Edgewater, sondern endete nun ganztags in Grantwood.
Die erste Änderung im Bergen-Netz unter der neuen Verwaltung betraf die Hackensack-Linie (7). Sie wurde am 16. September 1928 auf den Abschnitt von Hackensack bis East Rutherford verkürzt, wo sie am Straßenbahndepot endete. Der Abschnitt von dort bis North Arlington wurde verwaltungstechnisch an die Essex Division (Straßenbahn Newark) übergeben, die ihre Linie 39 nach East Rutherford verlängerte. Bereits eine Woche später, ab 23. September, konnte der Abschnitt von North Arlington bis East Rutherford wegen Straßenbauarbeiten nur noch durch einen Pendelverkehr bedient werden, die Linie 39 endete zunächst wieder in North Arlington. Fahrgäste von Hackensack nach Newark mussten nun zweimal umsteigen. Am 25. Oktober 1928 wurde die Linie 7 bis Lyndhurst (Valley Brook Avenue-Ridge Road) verlängert und nur das Zwischenstück von Lyndhurst nach North Arlington durch einen Pendelwagen betrieben. Diese unbefriedigende Änderung wurde schon vier Tage später wieder geändert und die 7 fuhr wieder durch bis North Arlington. Auch das war nur von wenigen Wochen Dauer, denn am 2. Dezember 1928 wurde die Linie 7 durch Busse ersetzt und die Strecke von Hackensack nach East Rutherford stillgelegt. Auf dem Abschnitt von East Rutherford bis North Arlington bestand bis 16. Dezember Schienenersatzverkehr mit Bussen, ehe die Linie 39 wieder nach East Rutherford verlängert wurde.
Ebenfalls stillgelegt wurde am 1. Januar 1929 die Interurban-Strecke von East Paterson nach Suffern. Busverkehr hatte es auf der Strecke schon vorher parallel gegeben. Die Gleise der Interurban-Strecke nach Suffern wurden nach der Stilllegung in die Sowjetunion verkauft, wo sie beim Ausbau der Transsibirischen Eisenbahn verwendet wurden. Auf der Trasse der Bahn wurde eine Hochspannungsleitung gebaut.
Anfang 1931 wurde die Straßenbrücke über den Hackensack River im Zuge des Broadway in Paterson erneuert und nun auch mit zwei Straßenbahngleisen versehen, sodass die eingleisige eigene Straßenbahnbrücke abgebrochen werden konnte. Die durch die Newark-Linie 39 befahrene ehemalige Bergen-Strecke von Lyndhurst nach East Rutherford wurde am 9. August 1931 auf Busbetrieb umgestellt. Ab dem 1. Juli 1933 verkehrten auf der Linie 9 nur noch einzelne Kurse im Schülerverkehr, die 1935 ebenfalls wegfielen. Im Spätverkehr wurde die Jersey-City-Linie 23 teilweise bereits seit 6. Oktober 1930 wieder nach Coytesville geführt. Der Streckenabschnitt von der Main Street in Fort Lee nach Coytesville wurde damit nur von wenigen Straßenbahnen am Tag befahren. Ab 1937 wurden die Linien nach und nach auf Bus- bzw. Oberleitungsbusbetrieb umgestellt. Im Einzelnen traf dies die Linie 5 zwischen Leonia Junction und Tenafly am 21. März 1937, und zwischen Edgewater und Leonia am 20. Juni 1937, den Rest der ehemaligen Bergen-Strecke von Lyndhurst nach North Arlington am 5. September 1937 (Ersatz durch Oberleitungsbus) und schließlich die Linie 1 am 5. August 1938. Die letzte noch verbliebene Straßenbahn im Bergen County war die Linie 23 von Jersey City nach Grantwood (Fort Lee), die im Spätverkehr bis zuletzt einzelne Fahrten nach Coytesville ausführte und am 5. September 1938 ebenfalls stillgelegt wurde.

## Fahrzeuge

### Farbgebung
Die Bahnen der Bergen Traction und der Union Traction waren an den Seiten unterhalb der Fenster rot gestrichen, die Fensterfronten waren anfangs beige, ab etwa 1901 ebenfalls rot. Die Interurban-Wagen waren grün gestrichen, mit einem grauen Dach. Mit der Übernahme der Bahn durch die Public Service Railway bekamen die Fahrzeuge einen gelben Anstrich. Um 1930 wurden die Fahrzeuge unterhalb der Fenster kastanienbraun gestrichen, die Fensterfronten beige.

### Bergen County Traction
Die BCT besaß zum Zeitpunkt ihrer Übernahme durch die NJ&HRR&F 21 Triebwagen sowie einen als Sprühwagen eingesetzten Arbeitswagen. Die Triebwagen 1 bis 6 waren 1895/96 in St. Louis gebaut worden und waren zweiachsige geschlossene Wagen. Die Wagen 7 bis 10 kamen 1896 von der Firma Jackson & Sharp und waren offene Sommerwagen. Einen weiteren Wagen, Nr. 11, beschaffte die Bahn 1897 ebenfalls von Jackson & Sharp. Dieser „convertible“-Wagen konnte sowohl offen als auch geschlossen benutzt werden. Noch 1900 wurden offene vierachsige Wagen von der American Car Company ausgeliefert, die Wagen 12 bis 21. Die übrigen von der BCT bestellten Fahrzeuge wurden erst nach der Übernahme geliefert.

### Union Traction und Nachfolger
Die Union Traction beschaffte 1897 zunächst die vierachsigen geschlossenen Triebwagen 1 bis 5 sowie die offenen Wagen 14 und 15 von Jackson & Sharp. Mit Übernahme durch die Newark&Hackensack Traction 1899 wurden die Wagen 14 und 15 in 20 bzw. 21 umgezeichnet. Die Wagen 1 bis 5 verkaufte man 1900 und erwarb stattdessen sechs gebrauchte zweiachsige Wagen von der Brooklyn Heights Railroad in New York City, die die Nummern 1 bis 6 erhielten. Triebwagen 6 wurde jedoch schon bald zu einem Arbeitsfahrzeug umgebaut. 1901 kaufte man vier weitere zweiachsige Triebwagen aus Brooklyn, die die Nummern 7 bis 10 bekamen. Ein Schneepflug (Wagennummer 100) wurde 1903 von der Philadelphia Rapid Transit Company erworben.
Die Hudson River Traction übernahm von der N&H die Wagen 1 bis 10 sowie den Schneepflug, die Wagen 20 und 21 wurden 1903 an die NJ&HRR&F verkauft. 1903 kamen vier vierachsige Triebwagen (34 bis 37) von der Firma Brill an, sechs weitere (Nr. 38 bis 43) folgten 1904.

### New Jersey & Hudson River Railway & Ferry
Die NJ&HRR&F übernahm von der BCT drei Wagen der Anfangsserie, darunter Nr. 5 und 6, und zeichnete sie in Wagen 17 bis 19 um. Die offenen Wagen 12 bis 21 erhielten die Nummern 57 bis 66 und wurden ebenfalls übernommen. Fünf vierachsige geschlossene Wagen (22 bis 26) kamen 1900 von der American Car Company an, 1901 folgten drei weitere (27 bis 29). Von der Firma Stephenson erwarb man 1903 weitere vier geschlossene Wagen (Nr. 30 bis 33). Sieben offene Wagen von der Firma Brill (Nr. 50 bis 56) ergänzten ebenfalls ab 1903 den Fuhrpark. Mit der Übernahme der HRT kamen deren Fahrzeuge in den Besitz der NJ&HRR&F, die die Wagen 20 und 21 in 67 bzw. 68 umzeichnete. Die übrigen Fahrzeuge behielten ihre Nummern. Außerdem erwarb man zwei offene Triebwagen (69 bzw. 70) von der Jersey City, Hoboken and Paterson Railway, die die Straßenbahnen im Hudson County und in Paterson betrieb.
1906 beschaffte die Bahngesellschaft acht Triebwagen (Nr. 20, 21 und 44 bis 49) von der Firma Stephenson. Mehrere Arbeitsfahrzeuge, die Nummern von 1 bis 9 und 14 bis 17 hatten, waren ebenfalls im Bestand. Der Schneepflug Nr. 100 der HRT hatte bei der NJ&HRR&F die Nummer 4 erhalten. Triebwagen 68 wurde am 17. August 1906 bei einem Brand zerstört.

### Public Service Railway
Bei der Übernahme der NJ&HRR&F 1907 als Bergen Division mussten alle Fahrzeuge in das bei diesem Betrieb übliche Gelb umgestrichen werden. Gleichzeitig erhielten sie neue Nummern. Die Arbeitsfahrzeuge hatten dann Nummern über 5500, die übrigen Fahrzeuge bekamen ebenfalls vierstellige Nummern. Die 20 noch vorhandenen offenen Wagen erhielten die Nummern 1053 bis 1072, die übrigen die Nummern 1847 bis 1876. Eine Serie von 100 im Jahr 1904 von den Firmen Brill und Stephenson gebauten offenen Triebwagen wurde mit den Nummern 1400 bis 1499 beschafft. 13 weitere solcher Fahrzeuge aus dem Baujahr 1905 kamen mit den Nummern 1286 bis 1298 hinzu. 1907 kaufte man außerdem den zweiachsigen Wagen 369 von der North Jersey Street Railway, der ab 1913 bis zu deren Stilllegung 1923 die Arlington-Pendellinie (Linie 94) bediente.
Aus Camden wurden acht geschlossene Wagen übernommen, die die Nummern 3500 bis 3507 erhielten. 1912 baute die Public Service Railway in ihren eigenen Werkstätten die zwölf Wagen 3510 bis 3521. 1917 übernahm die Bergen Division 23 Wagen von der Interurban-Strecke Newark–Trenton, die die Nummern 3522 bis 3541, 3603, 3604 und 3607 hatten. Von der Southern Division (Camden) kamen im Januar 1934 noch die Wagen 3584 und 3588 ins Bergen-Netz. Außerdem waren auf Bergen-Gleisen auch Wagen anderer Divisionen im Einsatz. So wurde die Coytesville-Linie (9) hauptsächlich mit Fahrzeugen der Hudson Division (Jersey City) befahren. Auf der Hudson-River-Linie kamen auch Fahrzeuge der Passaic Division zum Einsatz, auf der Hackensack-Linie solche aus Newark.

### North Jersey Rapid Transit
Die Interurban-Linie nach Suffern besaß Fahrzeuge, die ausschließlich geradzahlige Nummern erhielten. Bei Eröffnung 1910 standen dem Betrieb sechs vierachsige, zweimotorige Triebwagen (Nr. 10 bis 20) zur Verfügung, die in Jewett gebaut worden waren. Zwei weitere solche Fahrzeuge (Nr. 22 und 24) kamen 1911 hinzu. Arbeitswagen 8 wurde 1910 von der Firma McGuire gebaut. Diese Fahrzeuge waren bis zur Stilllegung der Strecke im Einsatz.